# 2008 في ألمانيا
فيما يلي قوائم الأحداث التي وقعت خلال عام 2008 في ألمانيا.

## سياسة

### تعيين في المنصب
- 28 مايو – ستانيسلاف تيليش رئيس وزراء ساكسونيا  [لغات أخرى]‏.
- 7 سبتمبر – فرانك-فالتر شتاينماير رئيس الحزب الديمقراطي الاجتماعي الألماني ‏.
- 18 أكتوبر – فرانتس مونتيفيرينغ رئيس الحزب الديمقراطي الاجتماعي الألماني ‏.
- 27 أكتوبر – هورست زيهوفر رئيس-الوزراء.

### انتهاء فترة المنصب
- 7 سبتمبر – كورت بيك رئيس الحزب الديمقراطي الاجتماعي الألماني ‏.
- 18 أكتوبر – فرانك-فالتر شتاينماير رئيس الحزب الديمقراطي الاجتماعي الألماني ‏.
- 27 أكتوبر – هورست زيهوفر وزير اتحادي  [لغات أخرى]‏، عضو في البوندستاغ الألماني.

## رياضة
- 20 يوليو – جائزة ألمانيا الكبرى 2008 الفائز لويس هاملتون.

## أفلام
من الأفلام التي صدرت هذه السنة في ألمانيا:
- 1 يناير – أربعة أعياد ميلاد من إخراج سيث جوردون.
- 1 يناير – أنا لست هناك من إخراج تود هينز.
- 1 يناير – الأرض من إخراج Mark Linfield [الإنجليزية]‏، ألاستيير فوثرغل.
- 1 يناير – الرعد الاستوائي من إخراج بن ستيلر.
- 1 يناير – العزة والمجد من إخراج غافين أوكونور.
- 1 يناير – القارئ من إخراج ستيفن دالدري.
- 1 يناير – المغول من إخراج سيرجي بودروف.
- 1 يناير – إيجل آي من إخراج د. ج. كاروسو.
- 1 يناير – بارون أحمر من إخراج Nikolai Müllerschön [الإنجليزية]‏.
- 1 يناير – تولبان من إخراج Sergey Dvortsevoy [الإنجليزية]‏.
- 1 يناير – جنينة الأسماك من إخراج يسري نصر الله.
- 1 يناير – يوم القيامة من إخراج نيل مارشال.
- 1 يناير – ذا سكوربيان كينغ 2: رايز أوف أواريور من إخراج راسل مولكاهي.
- 1 يناير – سباق الموت من إخراج بول أندرسون.
- 1 يناير – سن أوف رامباو من إخراج جاريث جينجس.
- 1 يناير – فار كراي من إخراج ياو بول.
- 1 يناير – فالكيري من إخراج براين سينجر.
- 1 يناير – فجر العالم من إخراج عباس فاضل.
- 1 يناير – مجرد يوم آخر من إخراج هشام زريق.
- 1 يناير – ميرورز من إخراج ألكسندر أجا.
- 12 يونيو – وانتد من إخراج تيمور بيكمامبيتوف.
- 28 يونيو – فتى الجحيم 2 من إخراج جييرمو ديل تورو.
- 30 يونيو – ماما ميا! من إخراج Phyllida Lloyd [الإنجليزية]‏.
- 10 سبتمبر – امرأة في برلين من إخراج Max Färberböck [الإنجليزية]‏.
- 10 ديسمبر – حرب تشارلي ويلسون من إخراج مايك نيكولز.
- 12 ديسمبر – غران تورينو من إخراج كلينت إيستوود.

## برامج ومسلسلات وأنمي
- الحب الممنوع

## وفيات

### يناير
- 1 يناير – هارالد دايلمان (مواليد 1920) مهندس معماري ألماني.
- 27 يناير – إرنست هيلير (مواليد 1928) متسابق دراجات نارية ألماني.
- 31 يناير – إيفا هيلر (مواليد 1948) كاتبة ألمانية.

### فبراير
- 8 فبراير – ديتر جسلر (مواليد 1941) درّاج طريق ألماني.
- 13 فبراير – إيرما هاردر (مواليد 1915)

### مارس
- 3 مارس – آنماري رينجر (مواليد 1919) سياسية ألمانية.

### أبريل
- 3 أبريل – كارل هاينز هنريكس (مواليد 1942) درّاج طريق ألماني.

### مايو
- 1 مايو – فيليب فون بوسلاغر (مواليد 1917)
- 20 مايو – يورغن أييلرز (مواليد 1929) فيزيائي ألماني.
- 23 مايو – هينريش كوياتكوسكي (مواليد 1926) لاعب كرة قدم ألماني.

### يونيو
- 2 يونيو – كارلا دوبرمان (مواليد 1928) كاتبة ألمانية.

### يوليو
- 11 يوليو – أولجا كنوبلاخ فولف (مواليد 1923) رسامة ألمانية.
- 12 يوليو – راينهارت فابيش (مواليد 1950)

### سبتمبر
- 7 سبتمبر – برنارد زيلر (مواليد 1919)
- 14 سبتمبر – جينادي تروشيف (مواليد 1947) عسكري روسي.
- 28 سبتمبر – هاري فايفر (مواليد 1929) فيزيائي ألماني.
- 30 سبتمبر – برنارد قيصر أينشتاين (مواليد 1930) فيزيائي أمريكي.

### أكتوبر
- 5 أكتوبر – إرنست بويتلر (مواليد 1928)
- 23 أكتوبر – بيتر شمالفوس (مواليد 1937) موسيقي ألماني.
- 24 أكتوبر – يوهانا براون (مواليد 1929)
- 27 أكتوبر – هاينز كروغيل (مواليد 1921)

### ديسمبر
- 22 ديسمبر – بيتر شتاينر (مواليد 1927) ممثل ألماني.
- 27 ديسمبر – ألفريد بفاف (مواليد 1926) لاعب كرة قدم ألماني.